# Pseudotremia princeps
Pseudotremia princeps är en mångfotingart som beskrevs av Loomis 1939. Pseudotremia princeps ingår i släktet Pseudotremia och familjen Cleidogonidae. Inga underarter finns listade i Catalogue of Life.